# Sveti Petăr
Sveti Petăr (bulgariska: Свети Петър) är en ö i Bulgarien. Den ligger i regionen Burgas, i den östra delen av landet, 400 km öster om huvudstaden Sofia.